# あすの世界と日本
『あすの世界と日本』（あすのせかいとにっぽん）は、1975年10月5日から1990年3月25日まで日本テレビ系列局ほかで放送されていた教養番組である。日本シネセル（現・CNインターボイス）と日本テレビの共同製作。

## 概要
作家の堺屋太一が司会を務めていた番組で、海外各国の経済発展の現状などを伝えるドキュメンタリー映像を堺屋の解説で紹介していた。日本広報センター (JIC) が企画を担当していたことから政府色が強く、番組の最後に政府広報のCMがPT（スポットCM）として放送されていた。
エンディングでは必ず、ブルーバックに「ご意見・ご感想をお寄せください。」と書かれたテロップを表示していた。また、当時同系列局で放送されていた番組（『スター誕生!』や『TVジョッキー』など）では宛先が「東京都麹町郵便局 私書箱○○○号（番組名によって私書箱番号が異なる）」と表示されるケースが殆どだったのに対し、この番組は当時の日本テレビ本社所在地（東京都千代田区二番町14）を宛先に指定していた。また、当時同系列局で放送されていた『それは秘密です!!』や『カックラキン大放送!!』も、この番組と同じ所在地を宛先に指定していた。
番組は1990年春の改編を機に終了し、14年半の放送に幕を閉じた。その後も日本広報センターと日本シネセルと日本テレビの3社は『小朝の地球時代』と『徳光の「地球時代です」!』の共同製作を行っていた。

## 放送時間
いずれも日本テレビの時間帯とする（出典：）。
| 放送期間   | 放送期間   | 放送時間（日本時間）       | 備考       |
| ---------- | ---------- | -------------------------- | ---------- |
| 1975.10.05 | 1976.03.28 | 日曜 10:00 - 10:30（30分） |            |
| 1976.04.04 | 1989.09.24 | 日曜 09:00 - 09:30（30分） |            |
| 1989.10.01 | 1990.03.25 | 日曜 09:30 - 10:00（30分） | [ 注釈 2 ] |

## 放送局
特筆の無い限り全て同時ネット。
- 日本テレビ（制作局）
- 札幌テレビ[注釈 3]：日曜 10:00 - 10:30（1975年10月5日 - 1976年3月28日） → 日曜 7:30 - 8:00（1976年4月4日 - 1984年4月1日） → 日曜 7:00 - 7:30（1984年4月8日 - 1990年3月25日）[7]
- 青森放送：日曜 10:30 - 11:00（1975年10月開始時点）[8]
- テレビ岩手：日曜 10:00 - 10:30（1975年10月開始時点）[8]
- 秋田放送：日曜 10:30 - 11:00（1975年10月開始時点）[8]
- 山形放送：日曜 10:30 - 11:00（1975年10月開始時点）[8]
- ミヤギテレビ：日曜 10:00 - 10:30（1975年10月開始時点）[8]
- 福島中央テレビ：日曜 9:00 - 9:30（1975年10月開始時点）[8]
- 山梨放送：日曜 10:30 - 11:00（1975年10月開始時点）[8]
- 北日本放送：日曜 10:30 - 11:00（1975年10月開始時点）[8] → 日曜 8:00 - 8:30（1978年時点）[9]
- 福井放送：日曜 10:30 - 11:00（1975年10月開始時点）[8]
- 中京テレビ：日曜 10:00 - 10:30（1975年10月開始時点）[8]
- 読売テレビ：日曜 10:00 - 10:30（1975年10月開始時点）[8]
- 日本海テレビ：日曜 9:00 - 9:30（1975年10月開始時点）[8]
- 広島テレビ：日曜 10:00 - 10:30（1975年10月開始時点）[8]。日曜9:30時代は同枠で広島市提供の自社制作番組『サンデーリポートひろしま』を放送のため、7:00 - 7:30に先行ネット[10]
- 山口放送：日曜 10:30 - 11:00（1975年10月開始時点）[8]
- 四国放送：日曜 10:30 - 11:00（1975年10月開始時点）[8]
- 西日本放送：日曜 10:00 - 10:30（1975年10月開始時点）[8]
- 南海放送：日曜 10:30 - 11:00（1975年10月開始時点）[8]
- 高知放送：日曜 10:30 - 11:00（1975年10月開始時点）[8]
- 福岡放送：日曜 10:00 - 10:30（1975年10月開始時点）[8]